# 117 av. J.-C.
Cette page concerne l'année 117 av. J.-C. du calendrier julien proleptique.

## Événements
- 5 septembre 118 av. J.-C. (1er janvier 637 du calendrier romain) : début à Rome du consulat de Quintus Mucius Scævola et Lucius Caecilius Metellus Diadematus[1].

- Assassinat de Hiempsal. La Numidie est partagée entre Adherbal et Jugurtha[2].
- Le roi séleucide de Syrie Antiochos VIII est chassé d'Antioche par son frère Antiochos IX de Cyzique (fin en 108 av. J.-C.)[3].

## Naissances en 117 av. J.-C.
- Ptolémée XII Aulète.

## Décès en 117 av. J.-C.
- Huo Qubing (Houo K'iu-ping), général chinois, à son retour de Mongolie.
- Sima Xiangru (Szu-ma Hsiang-Ju), poète chinois, auteur de célèbres fu (poèmes chantés).
- Hiempsal, roi de Numidie.